# UKVZ
UKVZ (celým názvem Usť-Katavskij vagonstrojitělnyj zavod imeni Sergeje Mironoviče Kirova, rusky Усть-Катавский вагоностроительный завод имени С. М. Кирова) je strojírenský závod v Usť-Katavu v Čeljabinské oblasti v Rusku. Byl založen již v roce 1758 a od roku 1901 vyrábí tramvaje. Kromě toho se zde vyrábí též mnoho dalších věcí, od různých složitých průmyslových součástek až po dětské tříkolky.
UKVZ je nejvýznamnější z ruských tramvajových výrobců. V dobách SSSR byl hlavním producentem tramvají pro SSSR, a po ČKD Tatra Smíchov druhý největší výrobce tramvají na světě. Jeho produkce tak tvoří velkou část vozových parků téměř všech tramvajových provozů Ruska i jiných bývalých republik SSSR. Obzvláště rozšířen je vůz KTM-5, kterých bylo v letech 1963-1992 vyrobeno téměř 15 000 kusů. Často je doplňují vozy T3 a T6B5 z pražské Tatry Smíchov, které byly tehdy do SSSR ve velkém množství exportovány.
Po pádu SSSR se UKVZ rovněž potýkalo s výrazným propadem objednávek. Dovoz tramvají z ČKD byl téměř zastaven, avšak posílily některé jiné podniky. Na začátku 90. let byl představen vůz KTM-8, jejichž produkce se zastavila v roce 2007 po vyrobení přibližně 1500 kusů. Od roku 1999 je v nabídce modernější vůz KTM-19 (v ruském jednotném značení označován jako 71-619), který se vyrábí dodnes. Roku 2006 UKVZ jako první v Rusku vyrobil nízkopodlažní několikačlánkovou tramvaj (KTM-30). Od roku 2009 je nabízen částečně nízkopodlažní vůz KTM-23 (71-623) navazující na předchozí modely.

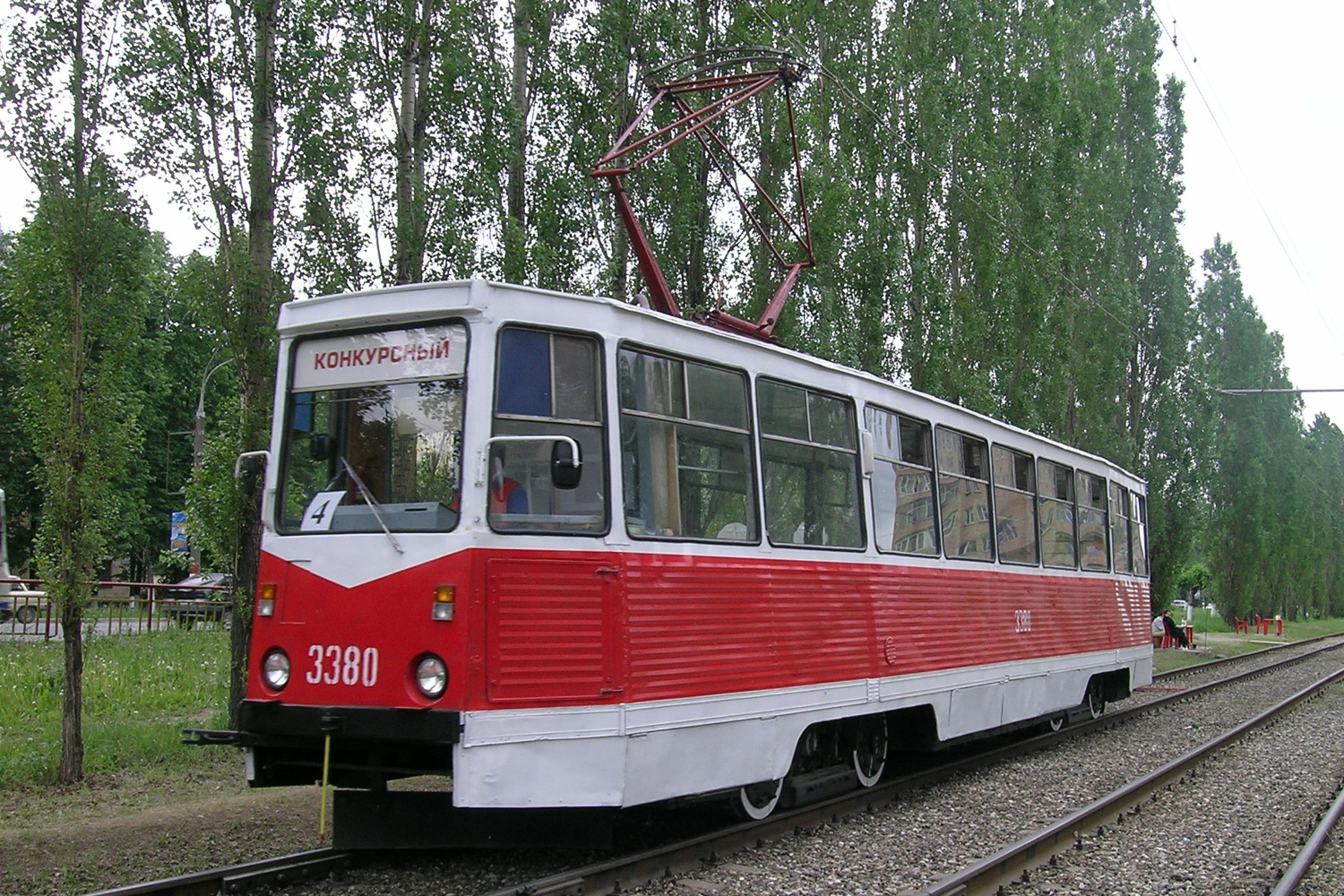
KTM-5 (71-605), vyráběná 1963–1992
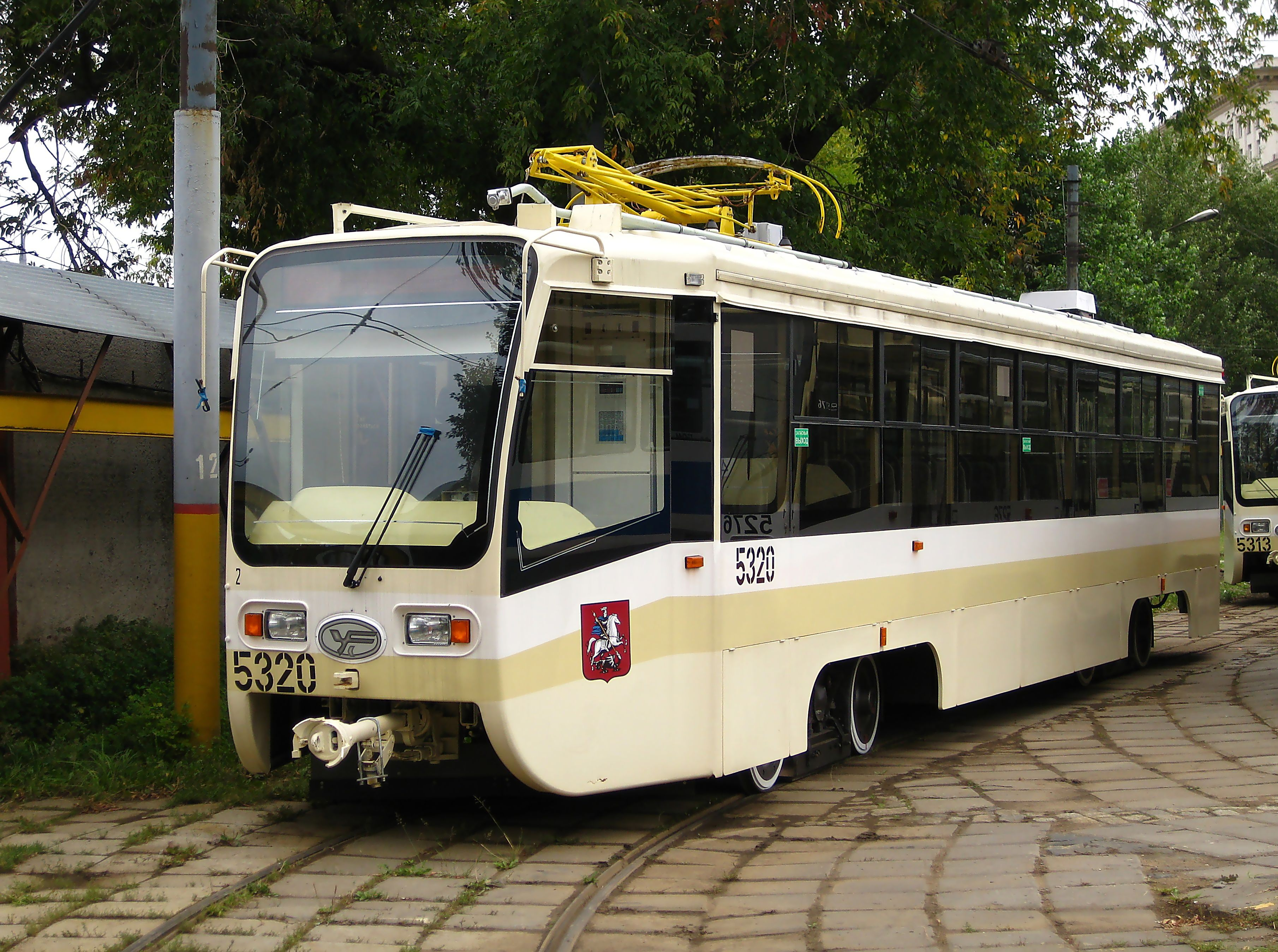
KTM-19 (71-619), vyráběná od 1999
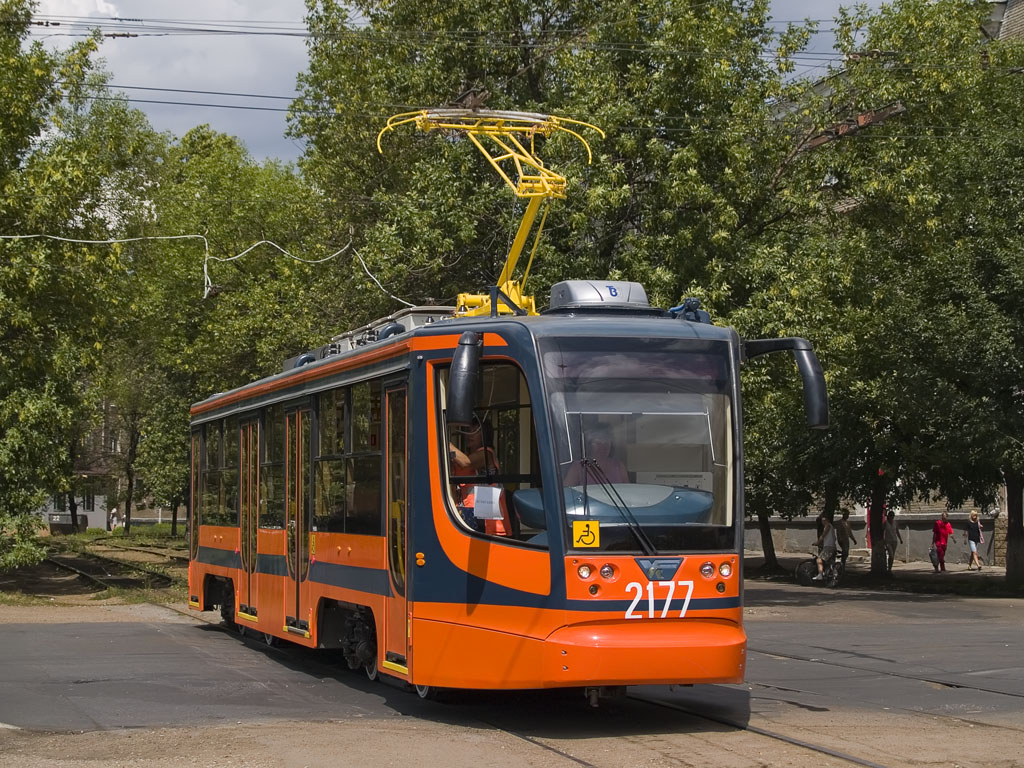
KTM-23 (71-623), vyráběná od 2009
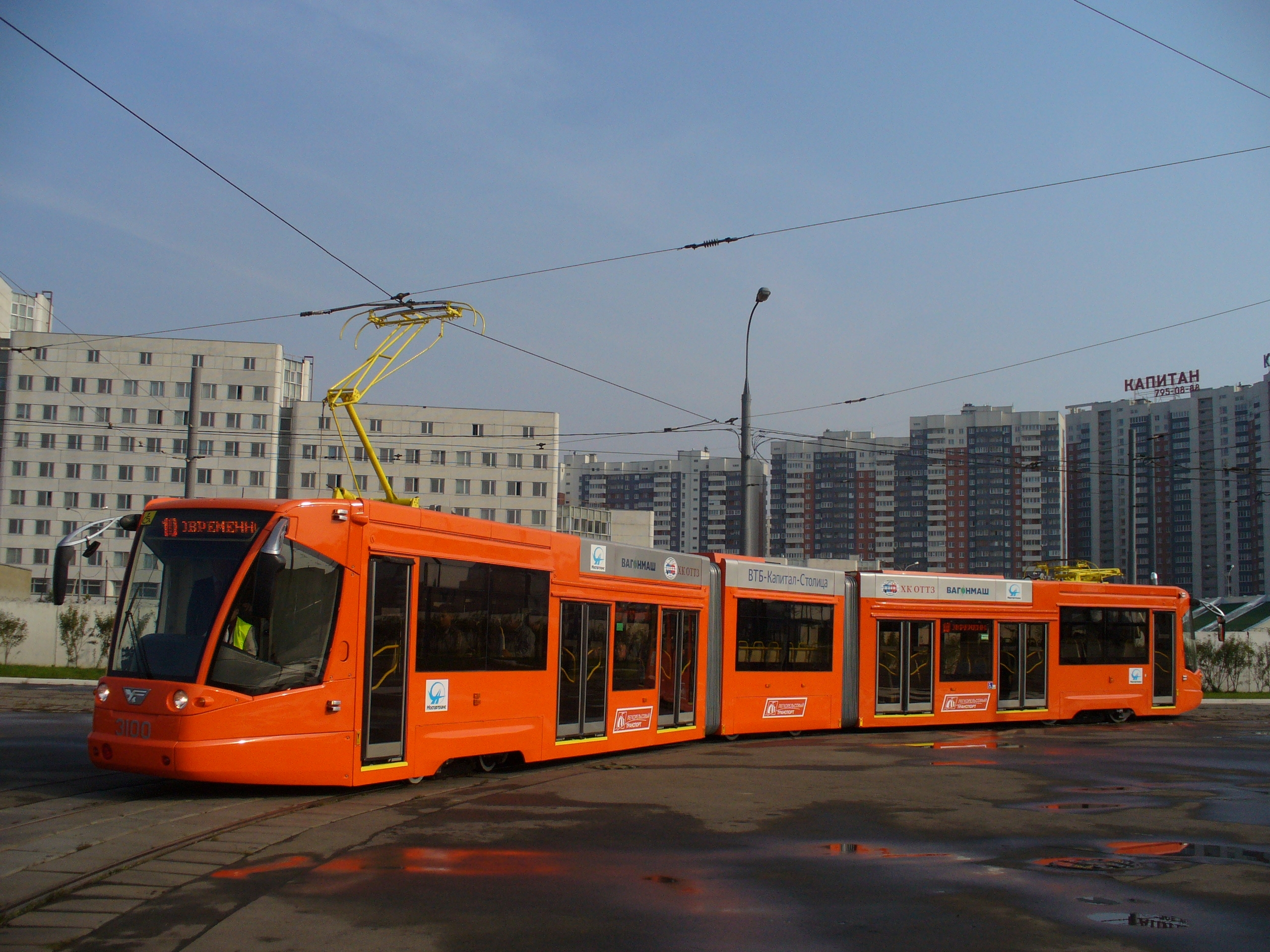
KTM-30 (71-630), prototyp z roku 2006